# Dwór w Krzykawce
Dwór w Krzykawce – dwór znajdujący się w województwie małopolskim, w powiecie olkuskim, w gminie Bolesław, we wsi Krzykawka. Zespół dworski z dworem, ogrodem z sadem, założenie gospodarcze z budynkiem folwarcznym wpisany został do rejestru zabytków nieruchomych województwa małopolskiego.
Obiekt pochodzi z 1724 roku. Pierwszymi właścicielami byli Romiszowscy herbu Jelita. Pierwsza wzmianka o dworze pochodzi z 1756 roku, kiedy jego właścicielem był Jan Romiszewski. W pobliżu dworu znajduje się pomnik upamiętniający śmierć poległych w bitwie powstańczej 5 maja 1863 roku. W trakcie walk zginął pułkownik Francesco Nullo oraz polski powstaniec Władysław Romer, stryj Eugeniusza. Ostatnim prywatnym właścicielem był do roku 1950 Antoni Bogucki. W latach 1984–1989 zniszczony dwór został wyremontowany. Obecnie znajduje się w nim filia Centrum Kultury i Gminnej Biblioteki w Bolesławiu. Od 2005 jest też siedzibą Centrum Legendy Polskiej. Czynny dla zwiedzających.